# Paprika (phim hoạt hình)
Paprika  là một loạt phim hoạt hình truyền hình của Pháp, được tạo bởi Jean Cayrol, Marion Billet và Baptiste Lucas. Bộ phim được đạo diễn bởi Jean Cayrol và được sản xuất bởi công ty sản xuất Xilam.
Dành cho khán giả lứa tuổi mầm non (3 - 6 tuổi), bộ phim kể về cuộc sống hàng ngày của hai chị em sinh đôi thông qua những cuộc phiêu lưu cùng bạn bè của họ. Tập đầu tiên của mùa được phát sóng vào 18 tháng 11 năm 2017 trên France 5 ở Zouzous, nơi bộ phim vẫn đang được phát sóng. Bộ phim cũng được phát sóng trên France 4 và Disney Junior. Ở Thụy Sĩ, cũng được phát lại trên RTS 1.
Paprika đã được làm mới cho mùa thứ hai, vào mùa hè năm 2019, được tạo ra vào năm 2020.

## Tóm tắt
Stan và Olivia Paprika là duy nhất vì họ là chị em sinh đôi. Cả hai đều sống trên một hòn đảo kỳ lạ và đầy màu sắc. Họ rất giống nhau, nhưng với các nhân vật rất khác nhau. Stan là một chú hổ nhỏ can đảm, bản năng xoay vòng trên chiếc xe lăn của mình, trong khi chị gái Olivia của cậu là người sáng tạo, có tổ chức và một chút trí óc. Điều đó không ngăn được cô ấy siêu nhiệt tình khi nói chuyện vui vẻ và cười với em trai của mình. Cả hai đều rất bổ sung cho nhau, tạo thành một đội vui vẻ tràn đầy năng lượng. Với những người bạn Yeti, Podium, Coton và Magma, không có chướng ngại nào có thể chống lại họ, và họ xoay xở để biến những sự kiện nhỏ nhặt của cuộc sống hàng ngày thành những cuộc phiêu lưu đáng kinh ngạc.

## Diễn viên
- Kaycie Chase: Stan và Olivia
- Jérémy Prevost: Magma, Papa Paprika
- Gilbert Levy: Podium
- Claire Perot: Coton, Mum Paprika
- Maïk Darah: Sheriff Shell
- Thomas sagols: Yeti